# Hilton Barros Coelho

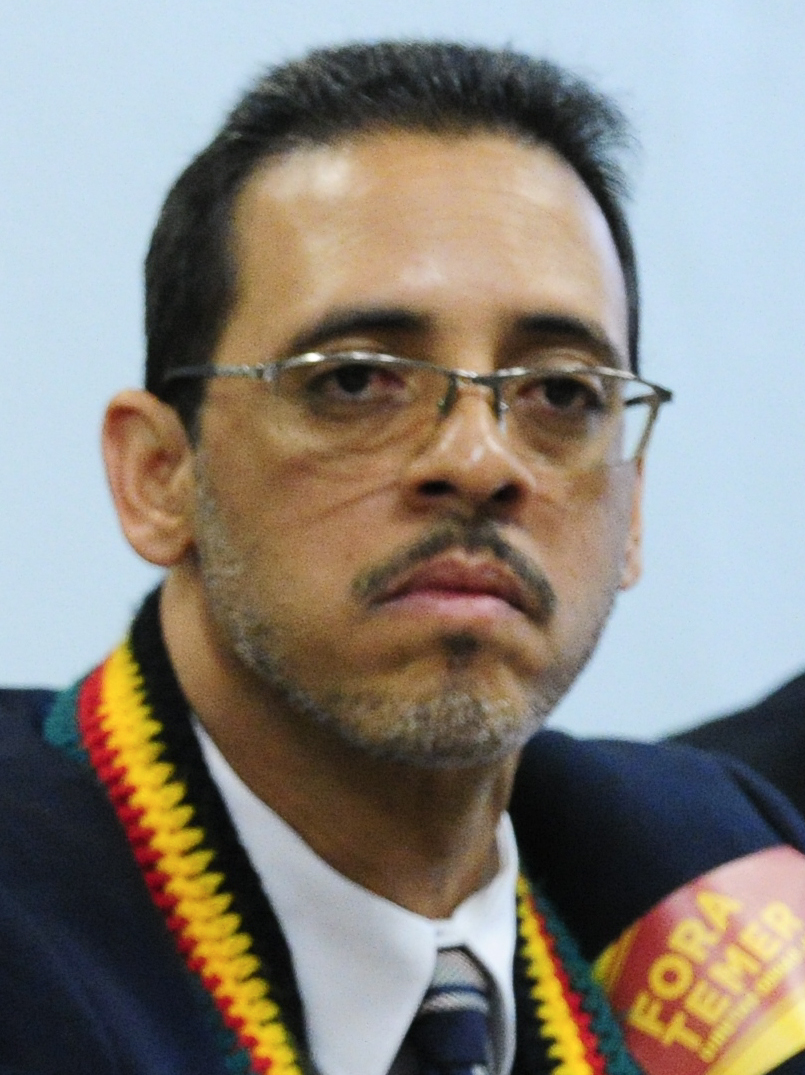
Hilton Barros Coelho

Hilton Barros Coelho (Salvador, 22 de junio de 1971) es un político brasileño, militante del Partido Socialismo y Libertad. Es licenciado en Historia.
En sus años de estudiante fue dirigente del movimiento estudiantil. Entró en el Partido de los Trabajadores en los años noventa, formando parte de la corriente Acción Socialista Popular controlada por el diputado Ivan Valente. Cuando su corriente dejó el partido por descontento con el rumbo del gobierno de Lula, entró el PSOL. Con ese partido se presentó a las elecciones a la gobernadoría de Bahía. Quedó en cuarto lugar con 38.870 votos, tan sólo el 0,54% del total. Su candidatura estuvo apoyada por el Partido Comunista Brasileño y el Partido Socialista de los Trabajadores Unificado.
- Datos: Q5482822
- Multimedia: Hilton Coelho / Q5482822